# Peter van Halen

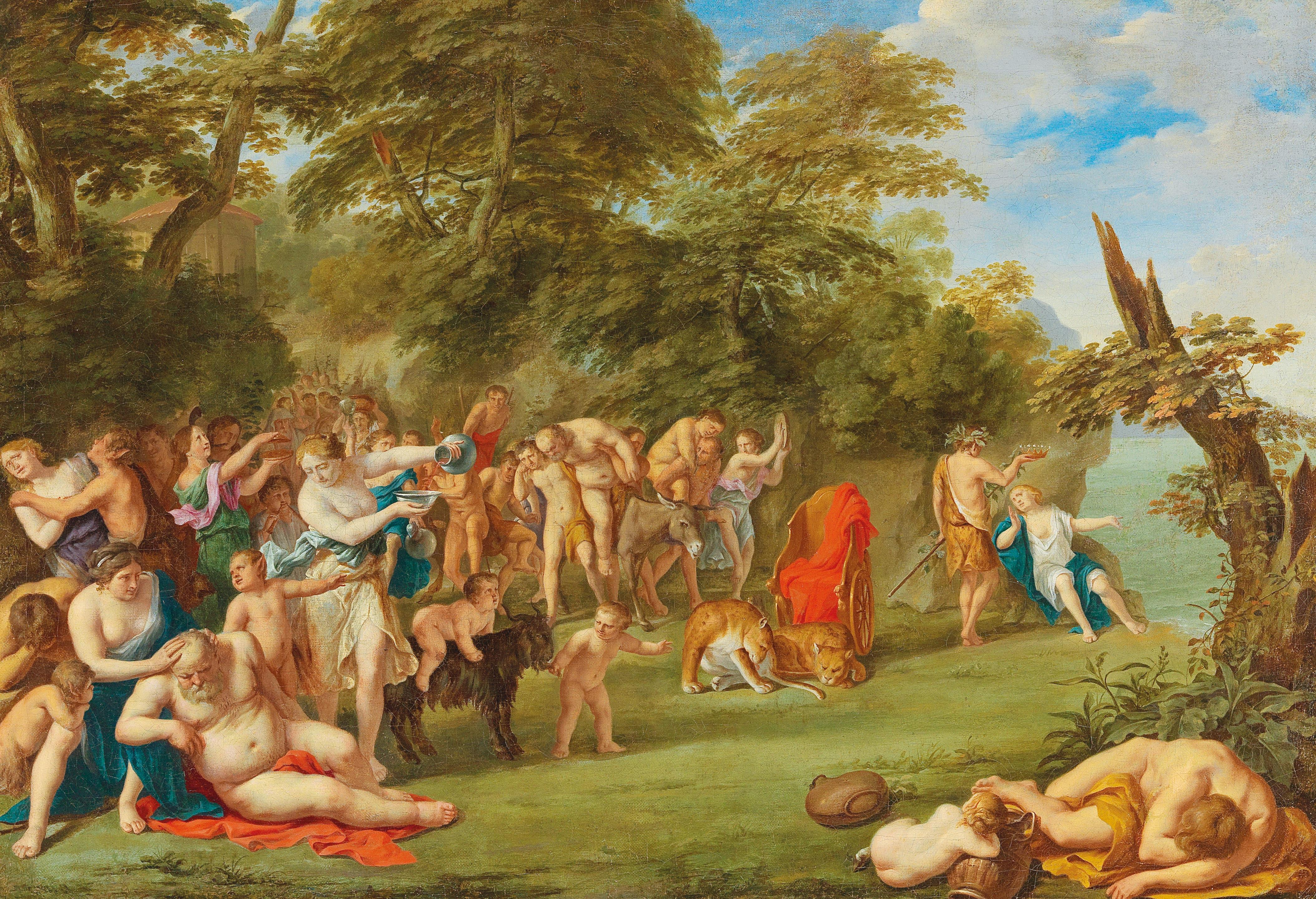
Bacchus et Ariane à Lemnos

Peter van Halen ou Pieter van Haelen (1612-1687) est un peintre flamand. Il est connu pour ses paysages italianisants de scènes historiques, allégoriques et mythologiques, dépeignant de nombreuses figures,. Sur le plan du style, ses œuvres sont influencées par le classicisme français.

## Biographie
Van Halen est né à Anvers le 9 avril 1612, fils de Peter van Halen (décédé le 23 décembre 1637) et de Catharina Thuys (décédée le 20 janvier 1642). Son père est inscrit à la Guilde de Saint-Luc d'Anvers comme marchand. Pierre le Jeune est admis comme maître de Guilde au cours de l'année de guilde 1640-1641 en qualité de « wijnmeester ». c'est-à-dire le fils d'un maître.

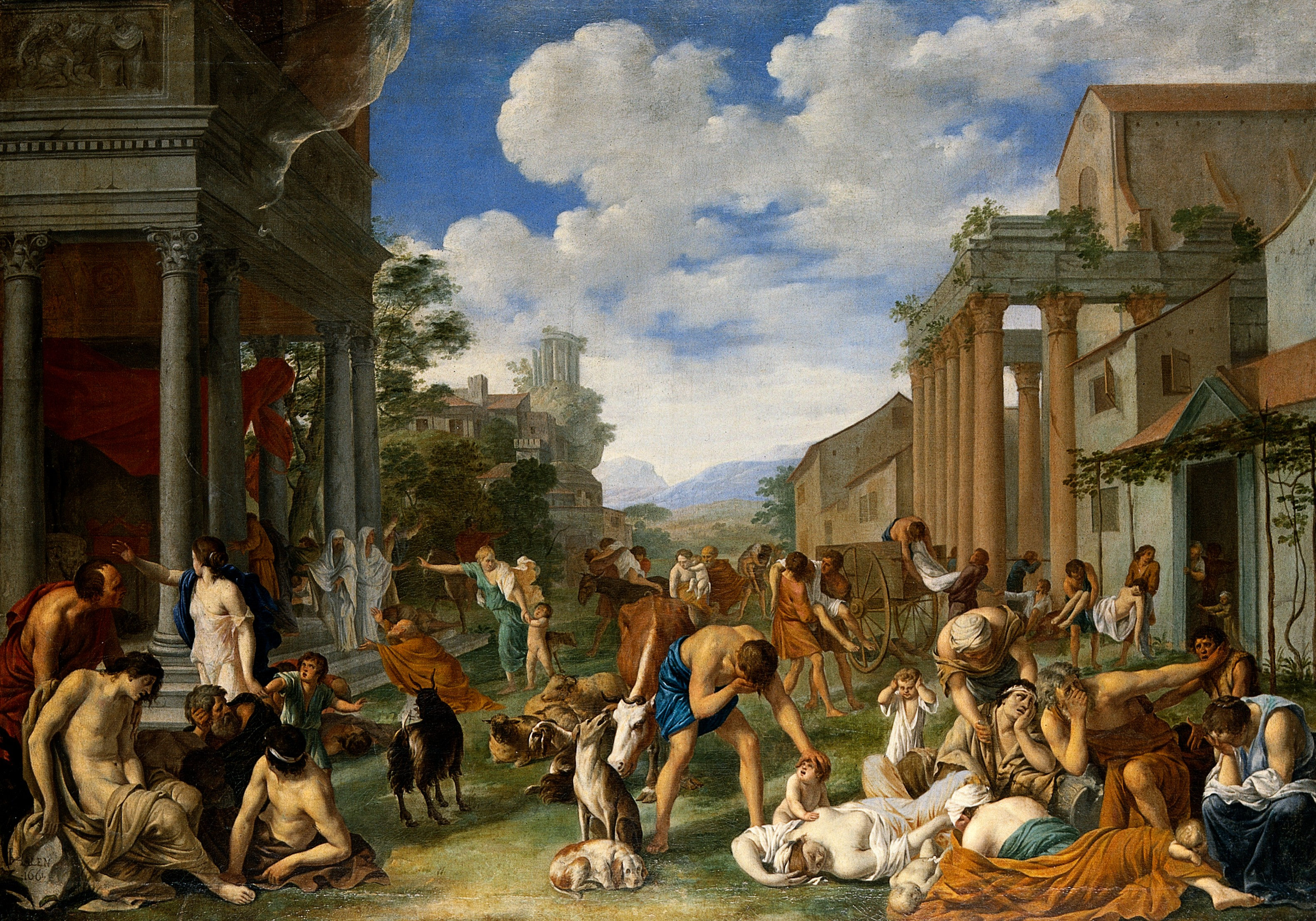
La plaie des Philistins à Ashdod.

Il épouse Maria Bock ou Bocx (morte en 1680) le 9 avril 1644 à Baesrode (près de Termonde), « sans perdre ses droits civiques », c'est-à-dire qu'il est dispensé de la règle selon laquelle les citoyens d'Anvers renoncent à leur citoyenneté lorsqu'ils contractent mariage hors de la ville. Il est élu doyen de la Guilde de Saint-Luc en 1650.
Il a dû bénéficier d'un mécène au plus haut niveau puisqu'un Ecce Homo de sa main est inventorié en 1659 comme propriété de l'archiduc Léopold Guillaume d'Autriche, gouverneur des Pays-Bas espagnols. Le marchand d'art anversois Forchondt vend une Diane endormie de van Halen au prince Charles de Liechtenstein en 1670 et vend de nombreuses œuvres de ce dernier à des mécènes viennois en 1673, 1674 et 1676.

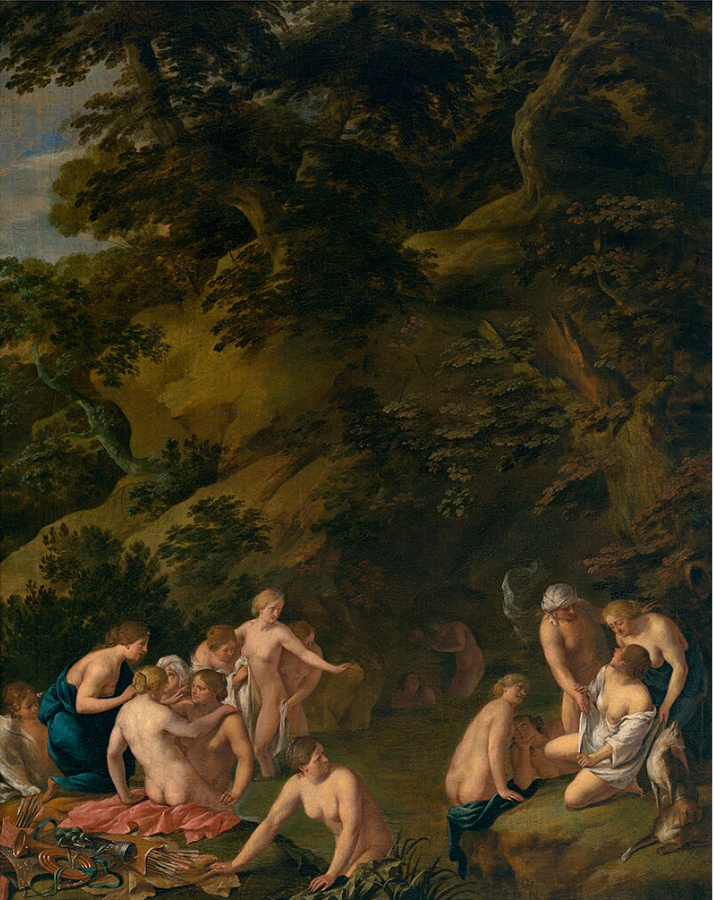
Le bain de Diane et Callisto.

Il est enterré le 22 mai 1687 dans l'église Notre-Dame des Mineurs à Anvers.

## Œuvres
Il est connu pour ses scènes historiques, allégoriques et mythologiques avec de nombreuses figures dans de vastes paysages à l'italienne. Ses œuvres sont stylistiquement influencées par le classicisme français.
Ses œuvres s'inspirent fréquemment des compositions de contemporains célèbres. Dans Le Triomphe de Galatée, par exemple, il s'est appuyé sur une gravure sur cuivre de Philippe Thomassin d'après un dessin de Jacopo Zucchi. Il a également peint la <i id="mwSQ">Peste des Philistins à Ashdod</i> (signée et datée de 1661, Wellcome Library), qui s'inspire du traitement du même sujet par Poussin, qu'il connaissait peut-être grâce à une eau-forte. Il s'est appuyé dans ce tableau sur les figures et l'architecture représentées dans l'œuvre de Poussin ainsi que sur des figures de Rubens. Il s'intéresse à certains détails, comme le char de la mort et le grand groupe de femmes et d'enfants, mais ne prête guère attention aux visages des personnages dont les expressions sont plus schématiques.
Il peint occasionnellement des figures dans des paysages peints par le peintre paysagiste Jacques d'Arthois de Bruxelles.